# Iglesia de Cristo (Fettingita)
La Iglesia de Cristo (Fettingita) es una denominación religiosa mormona que se separó de la Iglesia de Cristo (Terreno del Templo) en 1929 en los Estados Unidos, bajo el liderazgo de Otto Fetting (1871-1933). La organización tiene su sede en Independence, Misuri, y opera exclusivamente en los Estados Unidos y Nigeria. La Iglesia de Cristo (Fettingita) tiene alrededor de 2.000 miembros en la actualidad.

## Historia

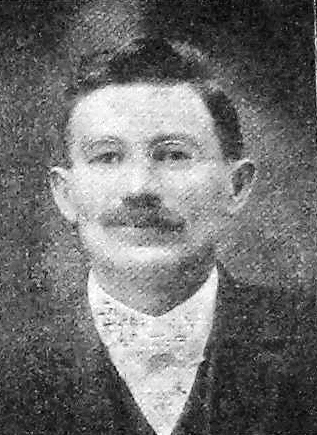
Otto Fetting, retrato del fundador de la iglesia fettingita.

Otto Fetting, un apóstol de la Iglesia de Cristo (Terreno del Templo) desde 1926, afirmó haber recibido un total de 30 revelaciones de Juan el Bautista entre 1927 y 1933. Mientras que las primeras once fueron aceptadas como revelaciones por la iglesia, la duodécima que recibió el 18 de julio de 1929 y todas las posteriores no fueron aceptadas.
Fetting y sus seguidores fueron expulsados de la Iglesia de Cristo (Terreno del Templo) y fundaron la Iglesia de Cristo (Fettingita) ese mismo año. A ella se unieron unos 1.400 miembros de la Iglesia de Cristo (Terreno del Templo), casi un tercio de la membresía total. La división de la iglesia fettingita tuvo lugar a finales de la década de 1920. En 1943, bajo la dirección de William A. Draves, fue fundada la Iglesia de Cristo con el Mensaje de Elías. En 1956 se introdujo el sábado como Día del Señor en la Iglesia de Cristo (Fettingita).

## Creencias
Aparte de la creencia en las 30 revelaciones recibidas por Otto Fetting, y la santificación del sábado como el Día del Señor, la enseñanza de la Iglesia de Cristo (Fetttingita) es casi idéntica a la enseñanza de la Iglesia de Cristo (Terreno del Templo). Se rechazan la poligamia, el bautismo de los difuntos, los matrimonios sellados, y la creencia en la progresión del hombre en un dios. La Iglesia de Cristo (Fettingita) está gobernada por el Cuórum de los Doce Apóstoles, ya que el cargo de presidente también es rechazado. La iglesia enseña que se construirá un templo en un lugar llamado Lote del Templo, pero será distinto de los templos de La Iglesia de Jesucristo de los Santos de los Últimos Días y la Comunidad de Cristo.

## Textos sagrados
La Iglesia de Cristo (Fettingita) rechaza los libros Doctrina y Convenios y La Perla de Gran Precio, así como la Biblia inspirada traducida por el profeta Joseph Smith. En su lugar, utiliza la Biblia del Rey Jacobo y la versión publicada de la Iglesia de Cristo del Libro de Mormón. Las revelaciones recibidas por su fundador están resumidas en el libro: La Palabra del Señor. El periódico de la iglesia; The Voice of Warning se publica mensualmente desde 1930.